# Scatella alticeps
Scatella alticeps är en tvåvingeart som beskrevs av Malloch 1925. Scatella alticeps ingår i släktet Scatella och familjen vattenflugor. Inga underarter finns listade i Catalogue of Life.